# Arthur Kingsley Porter
Arthur Kingsley Porter, född 1883 i Stamford, Connecticut, död 1933 (försvunnen, troligen drunknad, vid Irlands kust), var en amerikansk konsthistoriker.
Porter blev lärare i konsthistoria vid Yale University 1915 och professor vid Harvard University 1924. Genom sina studier i Europas äldre medeltidskonst och offentliggörandet av ett mycket stort, förut delvis okänt, avbildningsmaterial blev Porter en av samtidens mest observerade författare inom området.